# Carretera de voivodato 204

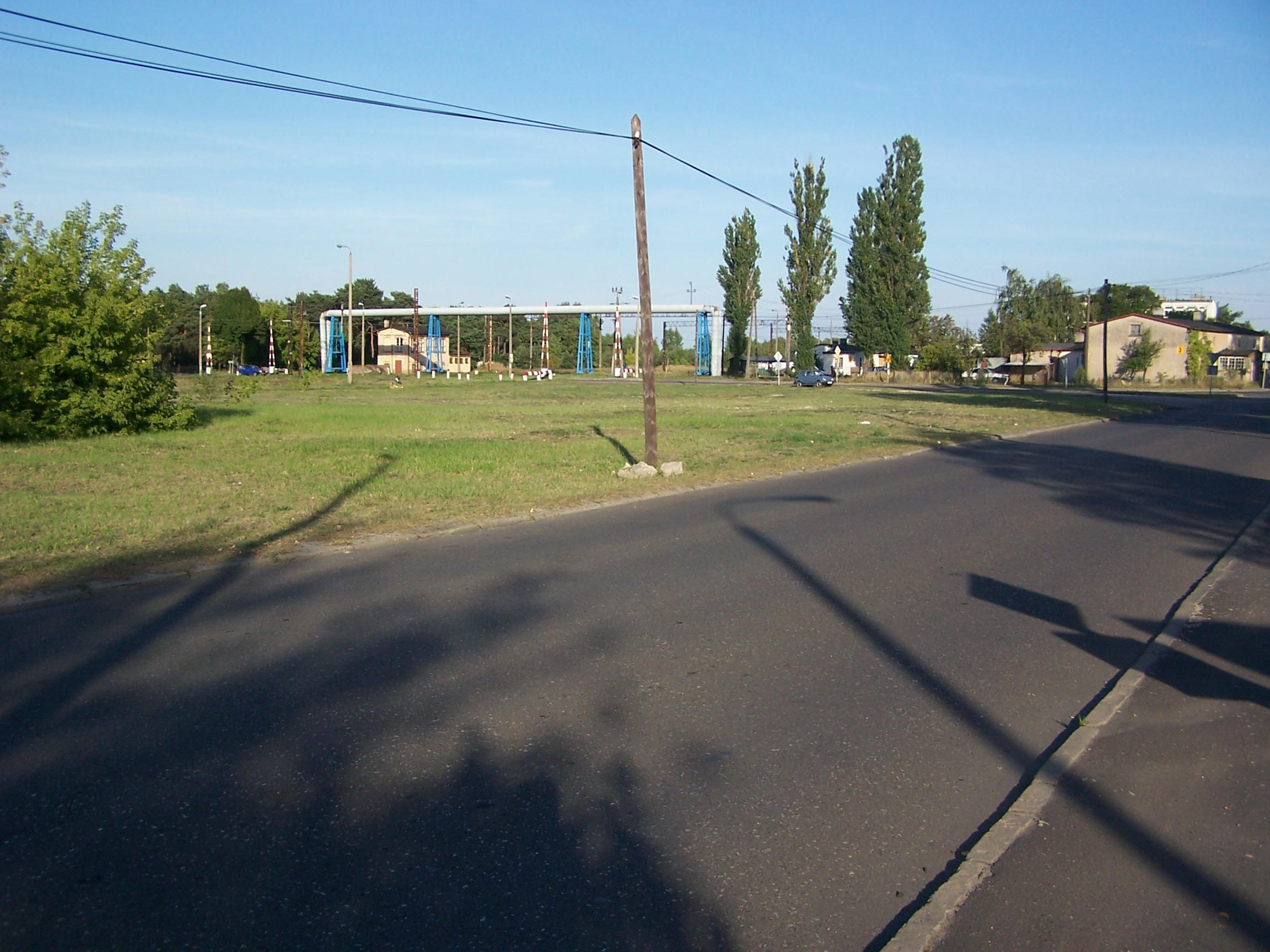
Carretera DW204.

La carretera de voivodato 204 (en polaco droga wojewódzka nr 204) (DW204) es una carretera provincial polaca situada en el voivodato de Cuyavia y Pomerania, en el distrito de Bydgoszcz. La carretera tiene una longitud total de 0,6 kilómetros, y transcurre por la localidad de Solec Kujawski. Conecta con la DW249.